# Overtake!
Overtake! (オーバーテイク!, Ōbāteiku!) est une série télévisée animée japonaise originale sur le championnat japonais F4 produite par Kadokawa Corporation et animée par Troyca. Elle est réalisée par Ei Aoki et écrite par Ayumi Sekine, et diffusé d'octobre à décembre 2023.

## Production
Overtake! est produit par Kadokawa Corporation et animé par Troyca. Les conceptions originales des personnages ont été fournies parTakako Shimura, tandis que Masako Matsumoto a adapté les conceptions pour l'animation. Katsuhiko Takayama est crédité pour la supervision. Kana Utatane a composé la musique. La chanson thème d'ouverture, "Tailwind", est interprétée par le VTuber Kanae, tandis que la chanson thème de est "Good Luck" de Tasuku Hatanaka. La série a été diffusée du 1er octobre au 17 décembre 2023 sur AT-X et d'autres réseaux,. Crunchyroll a autorisé la série en dehors de l'Asie. Medialink possède les droits de diffusion de la série en Asie du Sud, du Sud-Est et en Océanie (à l'exception de l'Australie et de la Nouvelle-Zélande) et sera diffusée sur YouTube via Ani-One Asia.